# Lise Baastrup
Lise Baastrup (* 20. März 1984 in Silkeborg) ist eine dänische Schauspielerin.

## Leben
Lise Baastrup studierte an der Schauspielschule des Aarhus Theaters. Neben Engagements am Aarhus Theater schauspielerte Baastrup an verschiedenen Theatern in Kopenhagen oder Aalborg. Internationale Bekanntheit erreichte Lise Baastrup durch Rollen in den TV-Serien Rita sowie Hjørdis.